# Lista odcinków serialu Objazd
Poniżej znajduje się lista odcinków serialu telewizyjnego Objazd – emitowanego przez amerykańską stację kablową TBS od 11 kwietnia 2016 roku. W Polsce serial jest emitowany od 17 czerwca 2016 roku przez TNT
.
| Sezon | Sezon | Odcinki | Oryginalna emisja TBS | Oryginalna emisja TBS | Oryginalna emisja TNT | Oryginalna emisja TNT | Oryginalna emisja TNT |
| Sezon | Sezon | Odcinki | Premiera sezonu       | Finał sezonu          | Premiera sezonu       | Finał sezonu          |                       |
| ----- | ----- | ------- | --------------------- | --------------------- | --------------------- | --------------------- | --------------------- |
|       | 1     | 10      | 11 kwietnia 2016      | 30 maja 2016          | 17 czerwca 2016       | 15 lipca 2016         |                       |
|       | 2     | 12      | 21 lutego 2017        | 25 kwietnia 2017      | 23 kwietnia 2017      | 28 maja 2017          |                       |
|       | 3     | 10      | 23 stycznia 2018      | 27 marca 2018         | 6 sierpnia 2018       | 3 września 2018       |                       |
|       | 4     | 10      | 18 czerwca 2019       | 20 sierpnia 2019      | —                     | —                     |                       |

## Sezon 1 (2016)
| Nr | #  | Tytuł                      | Reżyseria      | Scenariusz                 | Premiera TBS     | Premiera TNT Polska |
| -- | -- | -------------------------- | -------------- | -------------------------- | ---------------- | ------------------- |
| 1  | 1  | W drogę! The Pilot         | Steve Pink     | Jason Jones & Samantha Bee | 11 kwietnia 2016 | 17 czerwca 2016     |
| 2  | 2  | Hotel The Hotel            | Steve Pink     | Jason Jones                | 11 kwietnia 2016 | 17 czerwca 2016     |
| 3  | 3  | Produkt The Tank           | Steve Pink     | Mike Beaver                | 18 kwietnia 2016 | 24 czerwca 2016     |
| 4  | 4  | Restauracja The Restaurant | Brennan Shroff | Jason Jones                | 25 kwietnia 2016 | 24 czerwca 2016     |
| 5  | 5  | Kwatera prywatna The B & B | Jeff Tomsic    | Samantha Bee               | 2 maja 2016      | 1 lipca 2016        |
| 6  | 6  | Ślub The Wedding           | Jeff Tomsic    | Neena Beber                | 9 maja 2016      | 1 lipca 2016        |
| 7  | 7  | Korek The Road             | Jason Jones    | Jason Jones                | 16 maja 2016     | 8 lipca 2016        |
| 8  | 8  | Towar The Drop             | Joe Kessler    | Chad Carter                | 23 maja 2016     | 8 lipca 2016        |
| 9  | 9  | Tor The Track              | Jeff Tomsic    | Brennan Shroff             | 30 maja 2016     | 15 lipca 2016       |
| 10 | 10 | Plaża The Beach            | Jeff Tomsic    | Mike Beaver, Jason Jones   | 30 maja 2016     | 15 lipca 2016       |

## Sezon 2 (2017)
| Nr | #  | Tytuł                  | Reżyseria         | Scenariusz                             | Premiera TBS     | Premiera TNT Polska |
| -- | -- | ---------------------- | ----------------- | -------------------------------------- | ---------------- | ------------------- |
| 11 | 1  | Miasto The City        | Brennan Shroff    | Chad Carter, Jason Jones, Samantha Bee | 21 lutego 2017   | 23 kwietnia 2017    |
| 12 | 2  | Klub The Club          | Brennan Shroff    | Jess Lacher                            | 21 lutego 2017   | 23 kwietnia 2017    |
| 13 | 3  | Wanna The Tub          | Brennan Shroff    | Kristy Lopez-Bernal                    | 28 lutego 2017   | 30 kwietnia 2017    |
| 14 | 4  | Sąd The Court          | Dale Stern        | Brennan Shroff                         | 7 marca 2017     | 30 kwietnia 2017    |
| 15 | 5  | Poród The Birth        | Timothy Greenberg | Mike Beaver                            | 14 marca 2017    | 7 maja 2017         |
| 16 | 6  | Turniej The Tournament | Dale Stern        | Chad Carter                            | 21 marca 2017    | 7 maja 2017         |
| 17 | 7  | Obława The Heat        | Jason Jones       | Jason Jones                            | 28 marca 2017    | 14 maja 2017        |
| 18 | 8  | Robota The Job         | Brennan Shroff    | Brennan Shroff                         | 4 kwietnia 2017  | 14 maja 2017        |
| 19 | 9  | Dylemat The Dilemma    | Jason Jones       | Chad Carter                            | 11 kwietnia 2017 | 21 maja 2017        |
| 20 | 10 | Podróż The Trip        | Brennan Shroff    | Moujan Zolfaghari                      | 18 kwietnia 2017 | 21 maja 2017        |
| 21 | 11 | Przemyt The Mule       | Brennan Shroff    | Mike Beaver                            | 25 kwietnia 2017 | 28 maja 2017        |
| 22 | 12 | Dupsko The Ass         | Brennan Shroff    | Mike Beaver                            | 25 kwietnia 2017 | 28 maja 2017        |

## Sezon 3 (2018)
| Nr | #  | Tytuł                                | Reżyseria      | Scenariusz                      | Premiera TBS     | Premiera TNT Polska |
| -- | -- | ------------------------------------ | -------------- | ------------------------------- | ---------------- | ------------------- |
| 23 | 1  | Ucieczka The Run                     | Brennan Shroff | Jason Jones, Samantha Bee       | 23 stycznia 2018 | 6 sierpnia 2018     |
| 24 | 2  | Przystanek The Stop                  | Brennan Shroff | Hannah Klein, Isabel Richardson | 30 stycznia 2018 | 6 sierpnia 2018     |
| 25 | 3  | Znak The Mark                        | Jason Jones    | Chad Carter                     | 6 lutego 2018    | 13 sierpnia 2018    |
| 26 | 4  | Cel The Goal                         | Natalie Zea    | Brennan Shroff                  | 13 lutego 2018   | 13 sierpnia 2018    |
| 27 | 5  | Statek The Boat                      | Brennan Shroff | Chad Carter                     | 20 lutego 2018   | 20 sierpnia 2018    |
| 28 | 6  | Zaślubiny The Vows                   | Brennan Shroff | Ian Berger                      | 27 lutego 2018   | 20 sierpnia 2018    |
| 29 | 7  | Woda The Water                       | Brennan Shroff | Mike Beaver                     | 6 marca 2018     | 27 sierpnia 2018    |
| 30 | 8  | The Plane                            | Brennan Shroff | Timothy Greenberg               | 13 marca 2018    | 27 sierpnia 2018    |
| 31 | 9  | Pogrzeb The Funeral                  | Brennan Shroff | Mike Beaver                     | 20 marca 2018    | 3 września 2018     |
| 32 | 10 | The Whiskey Double, Leave the Bottle | Brennan Shroff | Chad Carter                     | 27 marca 2018    | 3 września 2018     |

## Sezon 4 (2019)
| Nr | # | Tytuł           | Reżyseria      | Scenariusz                 | Premiera TBS    | Premiera TNT Polska |
| -- | - | --------------- | -------------- | -------------------------- | --------------- | ------------------- |
| 33 | 1 | The Search      | Brennan Shroff | Samantha Beek, Jason Jones | 18 czerwca 2019 |                     |
| 34 | 2 | The Return      | Brennan Shroff | Chad Carter                | 25 czerwca 2019 |                     |
| 35 | 3 | The Sister      | Brennan Shroff | Chad Carter                | 2 lipca 2019    |                     |
| 36 | 4 | The BJ          | Brennan Shroff | Brennan Shroff             | 9 lipca 2019    |                     |
| 37 | 5 | The Year        |                |                            | 16 lipca 2019   |                     |
| 38 | 6 | The Game Show   |                |                            | 23 lipca 2019   |                     |
| 39 | 7 | The Entertainer |                |                            | 30 lipca 2019   |                     |
| 40 | 8 | The Same        |                |                            | 6 sierpnia 2019 |                     |